# George Finch (1794-1870)
Pour l’article homonyme, voir George Finch.
George Somerset Finch (1794 - 29 juin 1870) (Burlington-on-the-Hill, Rutland) est un propriétaire britannique et un homme politique.

## Biographie

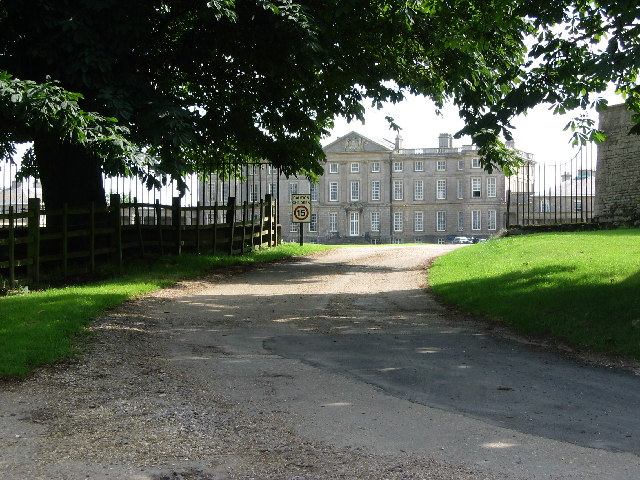
Burley House, Rutland

Il est le fils illégitime de George Finch (9e comte de Winchilsea) et de Mme Phoebe Thompson. Il fait ses études à la Harrow School (1805-11), au Trinity College de Cambridge (1811) et au Middle Temple (1817). En 1808, il obtient une licence pour utiliser les armoiries de Finch . À la mort de son père en 1826, il hérite de domaines importants, dont Burley House près d'Oakham, Rutland et d'une grande fortune.
Il siège comme député de Lymington entre 1820 et 1821, de Stamford entre 1832 et 1837 et de Rutland entre 1846 et 1847 .
Il est haut-shérif de Rutland de 1829 à 1830 .

## Famille
Finch se marie deux fois. Il épouse Jane, fille du vice-amiral John Richard Delap, en 1819. Après sa mort prématurée en 1821 , il épouse en secondes noces Lady Louisa, fille de Henry Somerset (6e duc de Beaufort), en 1832, avec qui il a 2 fils et 2 filles.
Il est décédé en juin 1870. Lady Louisa lui survit plus de vingt ans et meurt en août 1892   Burley House passa à son fils George, également politicien .